# 朔宁郡
朔宁郡（：／*/?）是李氏朝鲜曾设置过的一个郡，位于京畿道。1914年并入该郡西南的京畿道涟川郡及东北的江原道铁原郡。现该郡境大部属北朝鲜铁原郡及黄海北道长丰郡，仅有小部属韩国，包括京畿道涟川郡及江原道铁原郡笃俭里。

## 历史
原为高句丽所邑豆县，新罗时代为兔山郡朔邑。高丽时代设朔宁县。1414年-1416年间曾一度将安峡郡及朔宁郡合并，设安朔郡。
1914年并入时，该郡的马厂面、乃文面及寅目面编入铁原郡，而郡内面、西面、南面及东面则被编入涟川郡。